# Dwight Freeney
Dwight Jason Freeney (* 19. Februar 1980 in Hartford, Connecticut) ist ein ehemaliger US-amerikanischer American-Football-Spieler auf der Position des Defensive Ends und des Linebackers. Er spielte bei den Indianapolis Colts, den San Diego Chargers, den Arizona Cardinals, den Atlanta Falcons, den Seattle Seahawks sowie den Detroit Lions in der National Football League (NFL). Mit den Indianapolis Colts gewann er den Super Bowl XLI.

## Karriere

### College
Freeney begann seine Footballkarriere im College Football an der Syracuse University. Dort stellte er in seiner letzten Saison den Schulrekord von 17,5 Sacks auf. Insgesamt schaffte er 34 Sacks und belegte damit den zweiten Platz in der Rangliste. Nach seiner aktiven Karriere wurde er 2023 in die College Football Hall of Fame aufgenommen.

### NFL

#### Indianapolis Colts
Dwight Freeney wurde 2002 von den Indianapolis Colts im NFL Draft ausgewählt. Er stellte gleich in seiner ersten Saison einen Rekord auf, mit neun erzwungenen Fumbles. Dies gelang keinem Rookie zuvor. Zwei Jahre später, in der Saison 2004, gelangen ihm mit 16 Sacks die meisten in der NFL.
Als 2007 sein Rookievertrag auslief, verlängerten die Colts Freeneys Vertrag langfristig und handelten dabei eine Gesamtsumme von 72 Millionen US-Dollar aus. Damit war er der bestbezahlte Defensivspieler der NFL. Im Jahr darauf wurde er von Jared Allen als teuerster Abwehrspieler abgelöst.

#### San Diego Chargers
Am 18. Mai 2013 unterschrieb er einen Zweijahresvertrag bei den San Diego Chargers.

#### Arizona Cardinals
Nachdem der Vertrag nicht verlängert worden war, unterschrieb er am 12. Oktober 2015 einen Einjahresvertrag bei den Arizona Cardinals.

#### Atlanta Falcons
Am 2. August 2016 wurde er von den Atlanta Falcons verpflichtet. Er erreichte mit den Falcons zum dritten Mal in seiner Karriere den Super Bowl (Super Bowl LI), welcher aber mit 28:34 gegen die New England Patriots verloren wurde.
Nach der Saison 2016 wurde er von den Falcons in die Free Agency entlassen, war aber gewillt zu ihnen zurückzukehren.

#### Seattle Seahawks
Freeney unterzeichnete als Free Agent am 24. Oktober 2017 einen Einjahresvertrag bei den Seattle Seahawks.

#### Detroit Lions
Am 21. November 2017 wurde Freeney bei den Seahawks entlassen und am Tag darauf von den Detroit Lions über das Waiver-System übernommen.

#### Rücktritt
Am 19. April 2018 erklärte er seinen Rücktritt vom aktiven Sport. Zuvor hatte er einen eintägigen Vertrag mit den Colts unterschrieben, um als Mitglied jenes Teams, bei dem er elf Saisonen lang gespielt hatte, zurücktreten zu können.
Ende Mai wurde bekannt gegeben, dass Freeney in Zukunft als TV-Analyst beim ligaeigenen Fernsehsender NFL Network arbeiten soll.